# 5 groszy 1923 12/IV SW 24
5 groszy 1923 12/IV SW 24 – próbna moneta okolicznościowa okresu złotowego II Rzeczypospolitej, wybita z okazji wizyty w Mennicy Państwowej prezydenta Stanisława Wojciechowskiego.
Na monecie nie ma napisu „PRÓBA” ani znaku mennicy. Została wybita z wykorzystaniem stempli obiegowej monety 5 groszy 1923.

## Awers
Na tej stronie pośrodku umieszczono godło – stylizowanego orła w koronie, po obu jego stronach monogram projektant WJ, a dookoła w otoku napis: „RZECZPOSPOLITA POLSKA”, nad orłem rok: „♦ 1923 ♦”.
Rysunek awersu jest identyczny jak dla monety obiegowej 5 groszy 1923.

## Rewers
Na tej stronie umieszczono cyfrę nominału „5”, po obu jej stronach liście akantu, poniżej napis: „GROSZY” ze stylizowaną literą S, poniżej litery O, w wydłużonej dolnej części litery S – monogram „SW”, napisy: z lewej strony – „12/IV”, z prawej – „24”.
Rysunek rewersu, poza dodatkowym napisem: „12/IV SW 24”, jest zgodny z rysunkiem rewersu obiegowej monety 5 groszy 1923.

## Nakład
Monetę wybito w nakładzie 500 sztuk, w mosiądzu, z rantem gładkim, na krążku o średnicy 20 mm, masie 3,6 grama, według projektu Wojciecha Jastrzębowskiego.

## Opis
Moneta jest jedną z sześciu monet próbnych okolicznościowych II Rzeczypospolitej, opartych na wzorach monet przeznaczonych do obiegu, a uzupełnionych o dodatkowe okolicznościowe napisy. Jest jedną z dwóch takich monet o nominale 5 groszy opartych na monecie obiegowej 5 groszy wzór 1923, druga to 5 groszy 1929 wybita z okazji: II Zjazdu Numizmatyków i Medalografów Polskich w Poznaniu. 
W drugim dziesięcioleciu XXI w. wśród wszystkich prób II Rzeczypospolitej znanych jest jeszcze 14 innych próbnych wersji obiegowej monety 5 groszy wzór 1923 bitych w:
- brązie (1923, 1930 stempel lustrzany, 1931 stempel lustrzany, 1932 stempel lustrzany),
- niklu (1923),
- srebrze (1923),
- mosiądzu (1923 z wklęsłym napisem na rancie: „MENNICA PAŃSTWOWA X”, 1925),
- aluminium (1925),
- miedzioniklu (1925),
- mosiądzu (1925)[7],
- cynku (1925),
- mosiądz (1923, odmienny rysunek liści na rewersie)[8]
- miedź (1923, odmienny rysunek liści na rewersie)[8]
- mosiądz (1925, odmienny rysunek liści na rewersie)[8]